# Корнієнко Валерій Олександрович
Корнієнко Валерій Олександрович (нар. 28 січня 1958) – український науковець, політолог, завідувач кафедри суспільно-політичних наук Вінницького національного технічного університету, кандидат історичних наук (1991), доктор політичних наук (2002), професор (2005), академік Української Академії політичних наук.

## Біографія
Валерій Олександрович народився 28 січня 1958 року в радгоспі «Молода Гвардія» Кзилтуського району, Кокчетавської область в родині службовців. У 1975 році закінчив СШ № 15 м. Вінниця та вступив у Вінницький будівельний технікум. Але вже через рік Валерія Олександровича  було призвано на службу в лавах Радянської Армії. По завершенні служби у вересні в 1978 році вступив до Вінницького державного педагогічного інституту ім. М. Островського на історичний факультет. У 1982 р. отримав диплом з відзнакою вчителя історії та суспільствознавства. 
Майстер спорту СССР зі стендової стрільби.
Протягом 1982-1983 років Валерій Олександрович працював вчителем історії у Вінницькій СШ № 15.
У 1983 році він був старшим лаборантом кафедри марксизму-ленінізму Вінницької філії Київського національного торговельно-економічного інституту (ВФ КТЕІ).
З 1984 року Валерій Олександрович працює у ВПІ на посаді викладача кафедри наукового комунізму.
Протягом 1988-1990 років Корнієнко В. О. навчався в аспірантурі на кафедрі політичної історії Київської Української сільськогосподарської академії. 
У 1990-1992 роках він працював асистентом, а згодом старшим викладачем кафедри політології ВПІ.
У 1992 році Валерій Олександрович став доцентом кафедри теорії соціально-політичних відносин.
Протягом 1996-1999 років він навчався в докторантурі на кафедрі філософії при Національному педагогічному університеті ім. М. П. Драгоманова, а по завершенні повернувся у ВПІ на посаду доцента кафедри педагогіки, соціології та політології.
У 2002 році Корнієнко В. О. очолив кафедру політології і права, де працює по даний час.

## Наукові ступені та вчені звання
У 1991 році Валерію Олександровичу присуджено науковий ступінь кандидата історичних наук. 
У 1994 році йому присвоєно вчене звання доцента соціології, соціально-політичних відносин та права.
У 2002 році Корнієнку В. О., після захисту докторської дисертації на тему: «Політичний ідеал: проблема еволюції та втілення за умов сучасного суспільного розвитку» [Архівовано 9 лютого 2021 у Wayback Machine.], за спеціальністю 23.00.03 – політична культура та ідеологія, присвоєно науковий ступінь доктора політичних наук.
У 2005 році Валерію Олександровичу присвоєно вчене звання професора.

## Нагороди
- Подяка МОН України за багаторічну сумлінну працю, вагомий особистий внесок у підготовку кваліфікованих спеціалістів та плідну педагогічну діяльність (2017)[3];

- Грамота МОН України за багаторічну сумлінну працю, вагомий особистий внесок у підготовку кваліфікованих спеціалістів та плідну педагогічну діяльність (2018)[3];

- Медаль «Почесний випускник Вінницького державного педагогічного університету імені Михайла Коцюбинського», стаття про професора Корнієнка В. О. вміщена в книзі «Відомі випускники» (2018)[4];

- Почесна грамота МОН України за особистий внесок у підготовку висококваліфікованих спеціалістів та наукових кадрів, плідну науково-педагогічну діяльність, вагомий особистий внесок у розвиток освітньої галузі та з нагоди 60-річчя Вінницького національного технічного університету (2020)[5][6].

- нагороджений нагрудним знаком «Відмінник освіти України» (2025)

## Науково-методична діяльність
Корнієнко В. О. входить в склад Вченої ради ВНТУ, а також член 2 спеціалізованих вчених рад із захисту кандидатських та докторських дисертацій за спеціальністю 23.00.03 – політична культура та ідеологія.  Під його керівництвом захищено 3 докторських і 9 кандидатських дисертацій з політології.
Валерій Олександрович засновник наукової школи комплексного дослідження політичного ідеалу за умов суспільних трансформацій.
Автор понад 250 наукових та науково-методичних праць, із них 10 монографій, 4 навчальних посібника, більше 200 наукових статей, тез конференцій тощо.
Сфера наукових інтересів — політичний ідеал, політичні технології, політичне лідерство, політична культура, політична свідомість.

## Громадська діяльність
- Із 2006 року Валерій Олексадрович очолює Вінницький обласний осередок «Всеукраїнської Асоціації Політичних Наук»[10];

- Президент громадської організації "Асоціація «Аналітикум»"[3];

- У 2014 році Корнієнко В. О. входив у склад організаційного комітету з проведення обговорення змін до Конституції України щодо децентралізації державної влади[11].

## Монографії та навчальні посібники
1. Імідж політичного лідера: проблеми формування та практичної реалізації [Архівовано 4 серпня 2020 у Wayback Machine.] : монографія / В. О. Корнієнко, С. Г. Денисюк ; ВНТУ. — Вінниця : Універсум-Вінниця, 2009. — Книга. — 144 с. — ISBN 978-966-641-283-9.
2. Імідж та репутація політичної партії: аксіологічні основи та шляхи актуалізації [Архівовано 9 лютого 2021 у Wayback Machine.] : монографія / В. О. Корнієнко, В. Д. Антемюк, О. В. Буряченко ; ВНТУ. — Вінниця : ВНТУ, 2019. — Книга. — 204 с. — ISBN 978-966-641-726-1.
3. Еволюція політичного ідеалу : (від плюралізму до синтезуючої єдності) [Архівовано 3 серпня 2020 у Wayback Machine.] : монографія / В. Корнієнко. — Вінниця : "УНІВЕРСУМ-Вінниця", 1999. — Книга. — 430 с. — ISBN 966-7199-42-8.
4. Эволюция политического идеала (опыт истории) [Архівовано 29 липня 2020 у Wayback Machine.] : монография / В. А. Корниенко. — Киев-Винница, 1996. — 274 с. — ISBN 966-527-022-2.
5. Ефективність політичного лідера: критерії та механізм реалізації в сучасній Україні [Архівовано 4 серпня 2020 у Wayback Machine.] : монографія / В. О. Корнієнко, І. Д. Похило ; ВНТУ. — Вінниця : Універсум-Вінниця, 2009. — Книга. — 140 с. — ISBN 978-966-641-307-2.
6. Моделювання процесів у політико-комунікативному просторі [Архівовано 4 серпня 2020 у Wayback Machine.] : монографія / В. О. Корнієнко, С. Г. Денисюк, А. А. Шиян ; ВНТУ. — Вінниця : ВНТУ, 2009. — Книга. — 207 с. — ISBN 978-966-641-336-2.
7. Основні політико-ідеологічні доктрини та глобальні проблеми сучасності [Архівовано 3 лютого 2021 у Wayback Machine.] : Навчальний посібник / В. О. Корнієнко, Г. Я. Буртяк ; МОН України. — Вінниця : ВНТУ, 2003. — Книга. — 91 с.
8. Політична відповідальність української владної еліти [Архівовано 5 березня 2022 у Wayback Machine.] : монографія / В. О. Корнієнко, Т. І. Неприцька ; ВНТУ. — Вінниця : ВНТУ, 2018. — Книга. — 154 с. — ISBN 978-966-641-747-6.
9. Політична компетентність владної еліти: зміст і механізми формування [Архівовано 15 березня 2022 у Wayback Machine.] : монографія / В. О. Корнієнко, Р. Б. Аксельрод. — Вінниця : ВНТУ, 2018. — 172 с. — SBN 978-966-641-721-6.
10. Політична мімікрія: витоки, смисли та засоби протидії в українському суспільстві [Архівовано 15 березня 2022 у Wayback Machine.] : монографія / В. О. Корнієнко, А. М. Бобрук ; ВНТУ. — Вінниця : ВНТУ, 2018. — Книга. — 184 с. — ISBN 978-966-641-744-5.
11. Політологія для вчителя [Архівовано 14 серпня 2020 у Wayback Machine.] : навчальний посібник / К. О. Ващенко, В. О. Корнієнко. — Київ : Вид-во імені М. П. Драгоманова, 2011. — 406 с.
12. Україна в Європі і світі [Архівовано 8 вересня 2020 у Wayback Machine.] : навчальний посібник / В. О. Корнієнко ; ВНТУ. — Електронні текстові дані. — Вінниця : ВНТУ, 2017. — Книга. — Режим доступу: http://ir.lib.vntu.edu.ua/handle/123456789/15061 [Архівовано 8 вересня 2020 у Wayback Machine.].
13. Теорія соціально-політичних відносин [Архівовано 22 серпня 2020 у Wayback Machine.] : [метод. вказівки з курсу "Теорія соціально-політичних відносин" для студ. факультету інженерії всіх спеціальностей і форм навчання] / уклад. : В. І. Бондар, Г. Я. Буртяк, П. Х. Коваль, В. О. Корнієнко]. — Вінниця : ВПІ, 1993. — 270 с.
14. Формування політичної культури сучасної владної еліти в Україні [Архівовано 3 серпня 2020 у Wayback Machine.] : монографія / В. О. Корнієнко, В. В. Добіжа ; ВНТУ. — Вінниця : ВНТУ, 2009. — Книга. — 160 с. — ISBN 978-966-641-325-6.